# 試製56式105mm自走砲

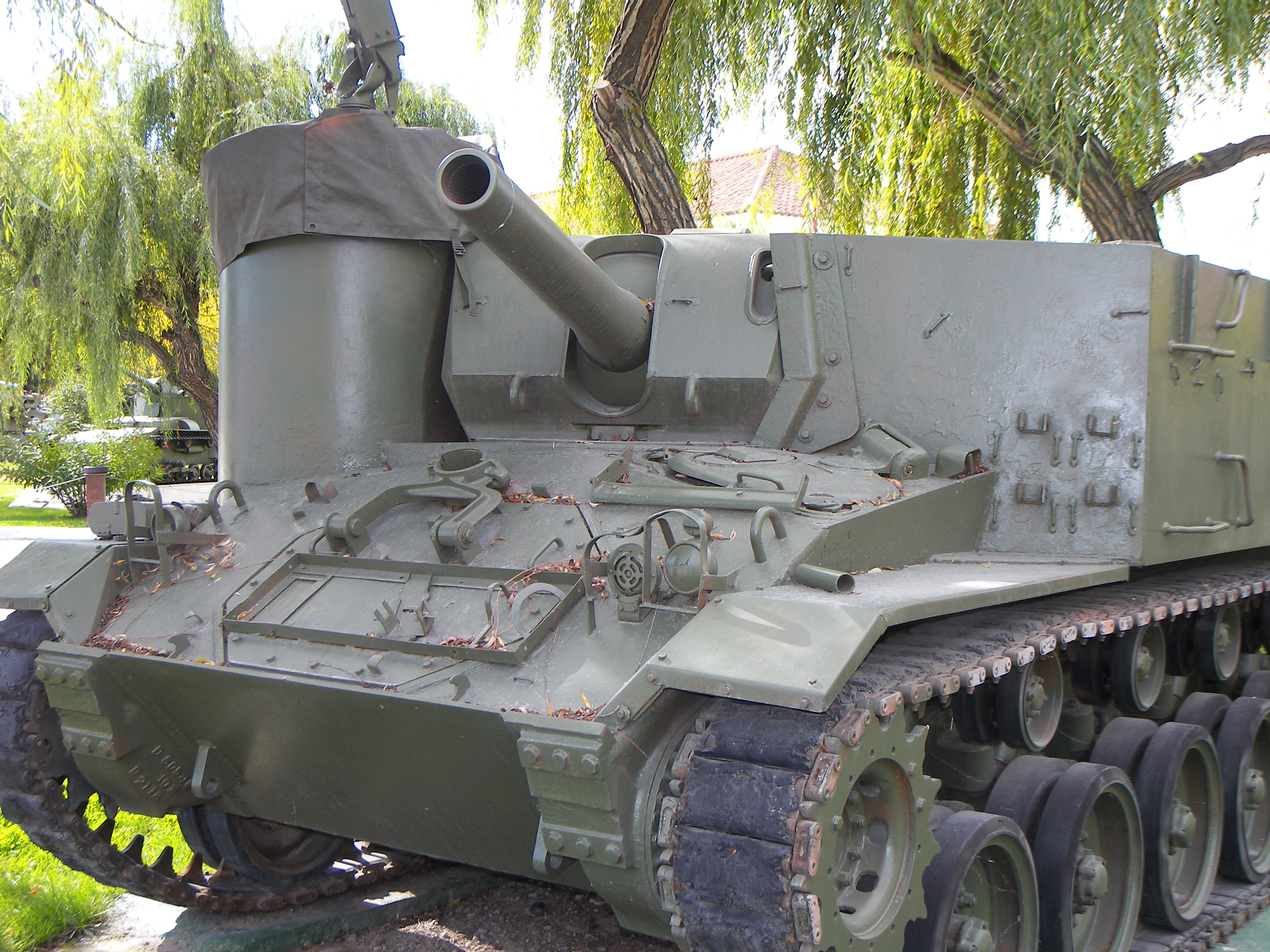
参考とされたM37自走砲

試製56式105mm自走砲（しせいごろくしき105ミリじそうほう）は、陸上自衛隊がかつて試作した自走榴弾砲である。米軍から供与されたM24軽戦車の車体を改造して製作された。

## 開発
1954年（昭和29年）、それまでの保安隊から改組された陸上自衛隊であったが、当時特科部隊が装備していた火砲は全て牽引式であり、機動性や防御性に劣っていた。そのため、戦後初の自走榴弾砲として1956年に開発要求が出されたのが本車である。
計画では、米軍のM37 105mm自走榴弾砲を参考に、105mm榴弾砲M2A1をM24軽戦車の車体に搭載し、ディーゼルエンジンへの換装や新型変速機の採用によって、M24と同等の機動性を確保することを目指していた。
設計は防衛庁技術研究所が行い、1957年に設計を完了、翌1958年に一次試作車SYが製作された。榴弾砲の改造は日本製鋼所が、車体の改造は三菱重工業が担当している。車体のデザインはM37の影響を強く受けており、105mm榴弾砲を車体後端まで覆う箱型戦闘室に納め、戦闘室右前方に設けられたリングマウントには、自衛用の12.7mm重機関銃M2を装備していた。ただし、M37の戦闘室がオープントップだったのに対して、本車は密閉式の戦闘室を持っていた。
戦闘室の構造上主砲の仰角は小さく、最大射程は7,500mに留まった。

## 計画中止
一次試作車は、第一次技術審査を受けた際、エンジンの過熱が指摘されたため改修が行われている。その後、翌年にかけて第二次技術審査や寒冷試験など、3度にわたる試験が行われた。走行距離6,000kmを超える過酷な試験の結果、改造による重量増加で走行性能が低下していることが分かり、一次試作車の変速機を換装するなどした二次試作車が作られた。
しかしながら、二次試作車も思うような性能を発揮できず、これ以上の性能向上は無理と判断され計画は中止となった。この結果、M44とM52を導入するまで、陸上自衛隊は自走榴弾砲を持たない状態が続くこととなった。国産の自走榴弾砲が採用されるのは、74式自走105mmりゅう弾砲が登場してからのことである。